# Opal Hills
Opal Hills är kullar i Kanada.   De ligger i provinsen Alberta, i den centrala delen av landet, 3 100 km väster om huvudstaden Ottawa.
Trakten runt Opal Hills består i huvudsak av gräsmarker. Trakten runt Opal Hills är nära nog obefolkad, med mindre än två invånare per kvadratkilometer.